# Густативна рецепција
Густација и мирис су два хемијска чула. Укус, или густацију, посредују рецептори који реагују на хемијску стимулацију на леђном делу језика и у деловима ларинкса, ждрела и епиглотиса. Истраживања превремено рођених беба су показала да се чуло укуса развија пре рођења и да новорођенчад показују различите одговоре на слатке, киселе и горке укусе, са раном склоношћу према слатком укусу. Губитак укуса, агеузија или хипогеузија, може пратити генетске поремећаје као што је породична дисаутономија; хируршке процедуре (уклањање крајника са оштећењем лингвалне гране глософарингеалног нерва); и ендокрини, метаболички и поремећаји исхране.

## Грађа
Перцепција укуса или густација је сензорно откривање хране на језику. Укус је осећај који се јавља у устима када супстанца реагује хемијски са ћелијама рецептора укуса које се налазе на пупољцима укуса или папилама. Укус одређује укус хране. Људи имају рецепторе за укус на пупољцима укуса у горњој површини језика и епиглотису.
Језик је прекривен хиљадама малих квржица званих папиле, које се могу видети голим оком. Ови пупољци укуса или папила су усидрени за аферентни нерв да сигнализирају мозгу. Постоји између 2000 и 5000 укусних пупољака на задњем и предњем делу језика.
Осећај укуса се може категорисати као слаткоћа, киселост, сланост, горчина и умами (укус азијске хране повезан са глуком). Слатки, слани и горки укуси се покрећу везивањем молекула за рецепторе повезане са Г протеином на ћелијским мембранама укусних пупољака. Сланост и киселост се примећују када јони алкалног метала или водоника уђу у пупољке укуса. Основни укуси су само део осећаја и укуса хране у устима. Температуру могу детектовати терморецептори у устима. Перцепција укуса бледи са годинама: људи у просеку изгубе половину својих рецептора за укус до 20. године.

## Нервни путеви
Глософарингеални нерв инервира трећину језика укључујући циркумвалалне папиле. Фацијални нерв инервира друге две трећине језика и образа преко бубне врпце.
Птеригопалатинске ганглије су ганглије (по једна са сваке стране) меког непца. Овде се налазе синапси већи камени, мањи непчани и зигоматични нерви. Већи петросал, преноси сигнале укуса меког непца на фацијални нерв. Мала палатина шаље сигнале у носну шупљину; због чега зачињена храна изазива цурење из носа. Зигоматик шаље сигнале сузном нерву који активирају сузну жлезду; што је разлог што зачињена храна може изазвати сузе. И мали палатин и зигоматични су максиларни нерви (од тригеминалног нерва).
Посебни висцерални аференти вагусног нерва преносе укус из епиглоталног региона језика.
Језични нерв (тригеминални, није приказан на дијаграму) је дубоко повезан са бубном врпцом тако што пружа све друге сензорне информације из предњег ⅔ језика. Ове информације се обрађују одвојено (у близини) у росталној латералној пододели језгра солитарног тракта (НСТ). НСТ прима инпут од амигдале (регулише излаз окуломоторних језгара), језгра кревета стриа терминалис, хипоталамуса и префронталног кортекса. НСТ је топографска мапа која обрађује информације о укусима и сензорима (температура, текстура, итд.). Ретикуларна формација (укључује Рапхе језгра одговорна за производњу серотонина) сигнализира се да ослобађа серотонин током и после оброка како би се сузбио апетит. Слично, језгрима пљувачке се сигнализира да смањују лучење пљувачке.

## Патологија
Поремећаји укуса могу бити фрустрирајуће сложени због широког спектра клиничких симптома, као и мноштва неуроанатомских структура укључених у руковање (или погрешно руковање) информацијама о укусу. Пацијент се може жалити на низ поремећаја перцепције укуса, који се могу јавити сами или у комбинацији, а ове тегобе могу одражавати повреду периферних и/или централних структура укључених у перцепцију укуса. Опсег поремећаја укључује: (1) изобличење свакодневних укуса (дисгеузија), (2) уочени губитак или смањење функције (агеузија или хипогеузија), (3) упорне абнормалне сензације укуса у одсуству стимулуса укуса (густаторна халуциноза); пхантогеусиа), (4) немогућност препознавања осећаја укуса, иако су укусна обрада, језик и опште интелектуалне функције у суштини нетакнуте (густаторна агнозија), и (5) синдроми бола са или без покретача укуса (нпр. синдром пецкања у устима). Преклапање и сувишна инервација језичних пупољака укуса од више кранијалних нерава и њихових грана помаже у заштити трансдукције укуса и перцепције. Међутим, дисторзија нормалне перцепције укуса може се јавити са изолованом повредом било ког од главних нервних путева, иако пацијент можда неће увек препознати проблем.